# Base aérienne de Soesterberg
Pour les articles homonymes, voir Ramstein.
La base aérienne de Soesterberg est une ancienne base de la force aérienne néerlandaise inaugurée en 1911 et fermée en 2008. 
Elle est située à une dizaine de kilomètres au nord-est d'Utrecht. Elle était ravitaillée en carburant aviation par le réseau d'oléoducs en Centre-Europe.

## Historique
De 1954 à 1994, elle est utilisée par l'United States Air Force in Europe.
Selon un article publié en janvier 2021, le 32d Fighter Interceptor Squadron équipé de F-102 Delta Dagger de l'USAFE basé sur la base aérienne de Soesterberg de 1960 à 1969 était armé de missile air-air AIM-26A Super Falcon à tête nucléaire. En 1989, cette escadron dispose de 24 F-15C Eagle.
Entre 2000 et 2001, elle accueille le procès de l'attentat de Lockerbie.
Depuis 2012, le site comporte le musée militaire national (nl) des Pays-Bas.